# Johann Theodor Reinke

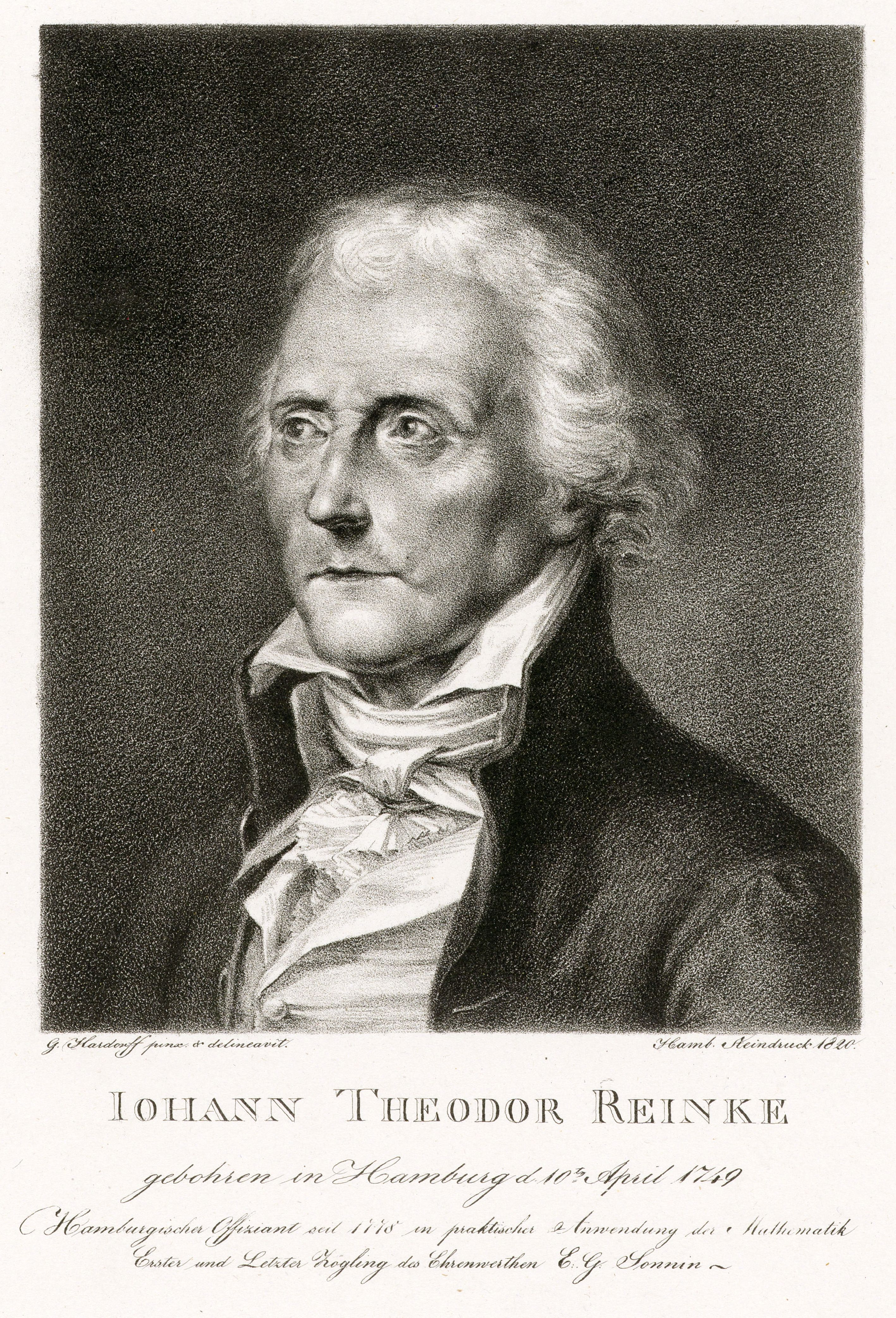
Porträt von Gerdt Hardorff (1820)

Johann Theodor Reinke (* 10. April 1749 in Hamburg; † 31. Januar 1825 ebenda) war ein deutscher Ingenieur.

## Leben
Johann Theodor Reinke war der Sohn des Lohgerbers Johann Heinrich Reinke († 1761) und dessen zweiter Ehefrau Engel Dorothea Reinke (geborene Möller; † 1784).
Zur weiteren Erziehung und Ausbildung kam er, auf Vermittlung seines Onkels dem Zeichner Cord Michael Möller, 1759 in das Haus des Ingenieurs Ernst Georg Sonin, in dem sich seine ältere Schwester bereits als Haushälterin befand. Er erhielt nun von Sonin Unterricht, unter anderem auch in Latein, und gab das erworbene Wissen in Mathematik und Zeichnen bereits im Alter von 13 Jahren weiter und erhielt hierfür 6 Schilling in der Stunde.
Bis 1778 war er Lehrer der theoretischen und angewandten Mathematik und gab Unterricht im Planzeichnen, in der Perspektivzeichnung und in der Baukunst, dann führte er Arbeiten für Geschäftsleute durch und legte beispielsweise für den Kaufmann Hinrich Christian Olde (1727–1789) eine Kupfermühle und Walzmühle in Poppenbüttel an. Als dieses jedoch nicht den Erwartungen entsprach, reiste er auf Kosten des Kaufmanns 1782 nach England und besichtigte entsprechende Gewerke; zusätzlich erhielt er vom Kaufmann den Auftrag, das Beschlagen der Schiffe mit Kupfer in England zu beobachten, in der Absicht, sein eigenes Schiff Poppenbüttel, unter Reinkes Leitung, mit Kupfer beschlagen zu lassen, dass dann 1782 das erste Schiff dieser Art in Hamburg wurde und dem kurz darauf ein zweites Schiff des Kaufmanns folgte. Nachdem er nach zwei Monaten zurückgekehrt war, verbesserte er sein Gewerk in Poppenbüttel. Er fertigte für den Kaufmann auch Grundrisse seiner Besitzungen an und ließ ihm ein Haus zimmern, das dann nach der Insel St. Thomas verschifft wurde.
In dieser Zeit übernahm er für ein Jahresgehalt von bis zu 300 Mark einige Aufgaben der Stadt Hamburg und beschäftigte sich mit wirtschaftlichen Aufmessungen, dem Anfertigen von Karten und gab gutachterliche Stellungnahmen bis 1787, ohne jemals vereidigt worden zu sein. Vermutlich 1784 erfand er einen immerwährenden Kalender, allerdings ist dieser nicht in den Buchhandel gekommen, sondern wurde von ihm für eine Mark das Stück verkauft.
Er wies die Stadt mit einem Promemoria am 27. Dezember 1785 darauf hin, dass es für Wasserbauten von Nutzen sei, die Zeit des Eintritts der Ebbe und der Flut und deren jeweilige Höhe zu kennen. Hierzu solle ein Mann abgestellt werden, der diese Beobachtungen durchführt und dabei auch den Wind misst und dies regelmäßig aufzeichne. Hierauf wurde am 2. Januar 1786 durch den Senat beschlossen, den Unteroffizieren beim Zollenspieker und beim Niedernbaum, den Auftrag zu den Beobachtungen zu erteilen; die Messungen begannen am 19. Januar 1786 und wurden regelmäßig in den Hamburgischen Addreß-Comtoir-Nachrichten als Tidenkalender bekannt gegeben. Vom Monat Mai 1787 wurden die Messungen beim neuerrichteten Flutmesser angestellt, dessen Nullpunkt das gewöhnliche niedrige Wasser bezeichnete. Aus den beobachteten Werten resultierte die Schaffung einer Polizeibehörde, die beim Anstieg einer gewissen Wasserhöhe über den Nullpunkt, die Einwohner der Stadt vor eintretendem Hochwasser durch Böllerschüsse warnte; die Verordnung der durchzuführenden Maßnahmen wurde durch Reinke ausgearbeitet.
1787 wurde er, auf Vermittlung des Syndikus Sillem durch den Stadtrat zum allgemeinen Grenzaufseher, mit einem jährlichen Gehalt von 900 Mark, gewählt, obwohl er sich nicht um diese Stelle beworben hatte. Weil dieses Gehalt zum Lebenserwerb nicht ausreichte, da er aus Zeitgründen nun keinem Nebenerwerb nicht mehr nachgehen konnte, wurde das Gehalt mit einer jährlichen Zulage von 900 Mark erhöht, dazu kamen noch 300 Mark für einen Gehilfen, seit 1789 war dies sein Privatgehilfe Johann Georg Repsold, sowie 300 Mark für Reisekosten.
In seinem ersten Jahr erstellte er eine Karte von der Mündung der Elbe, der Weser sowie einem Teil der Nordsee und dazu eine Karte von Helgoland.
Nachdem es 1792 bei Ochsenwerder zu einem Deichbruch gekommen war, erhielt der Kapitän Barmann den Auftrag, diesen zu beheben, der gab allerdings mehr Gelder aus, als notwendig waren, darum wurde Reinke als Berater dazu geholt, der sich auch eine Einschätzung von Reinhard Woltman aus Ritzebüttel einholte, und nach ihren Maßgaben erfolgte die Reparatur des Deiches.

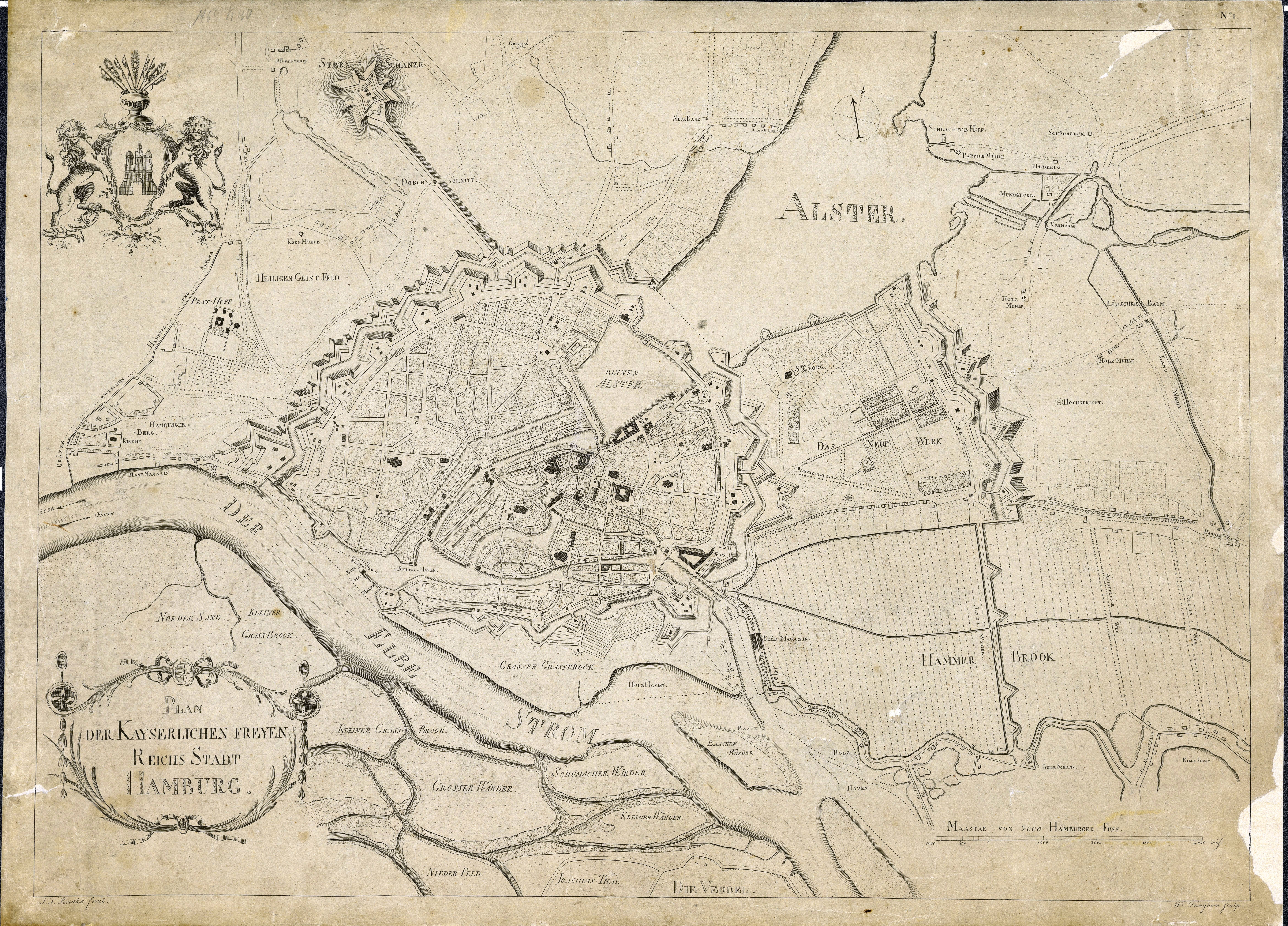
Hamburger Stadtplan von 1796

1796 zeichnete er einen Stadtplan von Hamburg.
1798 erfolgte seine Wahl zum Strom- und Kanalbau-Direktor. Als 1811 die Franzosen nach Hamburg kamen, erhielt er den Titel Ingenieur ordinair des ponts et des chaussees; sein Vorgesetzter war Louis Didier Jousselin. Nach der Hamburger Franzosenzeit wurden die Ämter neu verteilt und Reinke blieb nur noch Grenzaufseher, wurde jedoch immer noch als Berater beigezogen. Zu seinen Aufgaben gehörte es, bei der Einteilung von Gemeinweiden und bei Forstangelegenheiten zu beraten; als auf den hamburgischen Elbinseln die Erbpacht eingeführt werden sollte, wurde sein Vorschlag einer verbesserten Zeitpacht angenommen, genehmigt und eingeführt, die auch von den benachbarten Ländern übernommen wurde, weil der Staat mit dieser Pachteinrichtung der Deich- und Baulast enthoben wurde.
Er beschäftigte sich auch mit Sonnen- und Mondfinsternisse, hierbei verlor er bei der Beobachtung einer Sonnenfinsternis sein rechtes Auge, das dauerhaft erblindete. Später war er auch an den Gründungsbemühungen für eine Hamburger Sternwarte beteiligt.
Eine seiner wichtigsten Arbeiten war seine Dreiecksmessung des hamburgischen und der angrenzenden Gebiete, hierzu behalf er sich der Wilhelmsburger Brücke, die von den Franzosen erbaut worden war, als Standlinie, und führte seine Messungen im September und Oktober 1814 durch. Die Ergebnisse der Messungen legte er 1816 in seiner Schrift Darstellung und Resultate von der im Jahre 1814 angefangenen trigonometrischen Messung im Hamburgischen Gebiete und in den zunächst angränzenden Gegenden vor.
Er verbesserte auch die Eichung der Weinfässer, sodass dieses mit größerer Genauigkeit und Sicherheit durchgeführt werden konnte, hierzu bildete er drei Schüler aus, die dieses Verfahren weiter führten; sein Wissen wurde auch für die bessere Eichung bei der Trangewinnung genutzt.
Nach der Einrichtung der neuen Steuermannsschule in Hamburg gehörte er zu den vier Prüfern, die die Schüler examinierten und bei bestandener Prüfung das Steuermanns-Patent aushändigten.
Johann Theodor Reinke war zweimal verheiratet; 1777 heiratete er in erster Ehe, diese dauerte jedoch nur ein Jahr, bis sie durch Scheidung wieder gelöst wurde. 1789 heiratete er in zweiter Ehe Maria Sophia, Tochter des Wundarztes Wedell; diese Ehe blieb kinderlos.

## Mitgliedschaften
- 1790 wurde er von der Hamburger Gesellschaft zur Beförderung der Künste und nützlichen Gewerbe (heute: Patriotische Gesellschaft von 1765) als Mitglied aufgenommen. 1813 wurde er Vorsteher ihrer Zeichenschulen und als Vorsteher der Sektion des Land- und Gartenbaus gewählt.
- 1790 trat er der Hamburger Mathematischen Gesellschaft als ordentliches Mitglied bei.

## Ehrungen
Nach Johann Theodor Reinke wurde ein Eisbrecher der Christian-Nehls-Klasse benannt.

## Schriften (Auswahl)
- Ueber die parabolischer Reflectoren und deren Anwendung zu Nachtsignälen an den Seeküsten. Hamburg 1802.
- Anweisung aus einer beobachteten Distanz des Mondes von der Sonne, oder einem Fixsterne die geographische Länge zu finden. Hamburg 1803.
- Charte von der Insel Helgoland vor der Elbmündung in der Nordsee gelegen; nach der von Reinke und Lang 1787 gemachten Aufnahme von derselben. Weimar 1808.
- Segondat; Johann Theodor Reinke; Johann Hinrich Röding: Herrn Segondat Holztabellen, zu leichter Berechnung des viereckigen und runden Holzes nach Cubikfussen und des gesägten Holzes nach Quadratfussen; nebst einem Anhang, welcher die französischen, englischen und deutschen Benennungen aller zum Schiffbau erforderlichen Stücke Holz, und deren Abbildung enthält. Hamburg: J. H. Sundermann, 1810.
- Darstellung und Resultate von der trigonometrischen Messung im Hamburgischen Gebiet und in den zunächst angrenzenden Gegenden. Hamburg 1815.
- Lebensbeschreibung des ehrenwerthen Ernst Georg Sonnin, Baumeisters und Gelehrten in Hamburg. Herold, Hamburg 1824.